# Thondamuthur
Thondamuthur è una suddivisione dell'India, classificata come town panchayat, di 8.386 abitanti, situata nel distretto di Coimbatore, nello stato federato del Tamil Nadu. In base al numero di abitanti la città rientra nella classe V (da 5.000 a 9.999 persone).

## Geografia fisica
La città è situata a 11° 00' 35 N e 76° 49' 41 E.

## Società

### Evoluzione demografica
Al censimento del 2001 la popolazione di Thondamuthur assommava a 8.386 persone, delle quali 4.333 maschi e 4.053 femmine. I bambini di età inferiore o uguale ai sei anni assommavano a 1.271, dei quali 670 maschi e 601 femmine. Infine, coloro che erano in grado di saper almeno leggere e scrivere erano 5.665, dei quali 3.408 maschi e 2.257 femmine.